# デイヴィッド・H・コーク劇場
デイヴィッド・H・コーク劇場 (David H. Koch Theater) は、リンカーン・センター内にあるバレエ、モダンダンスおよび各種ダンスのための劇場である。ニューヨーク市マンハッタン区コロンバス・アベニュー沿い62-63丁目の西のブロックに位置している。旧称はニューヨーク州立劇場 (New York State Theater) であった。
1964年の開業よりニューヨーク・シティ・バレエの本拠地で、1964年から2011年まではニューヨーク・シティ・オペラ (en) の本拠地でもあった。この劇場はリンカーン・センターのメイン・プラザの南側に建っており、プラザを挟んでデイヴィッド・ゲフィン・ホールと向かい合っている。

## 歴史

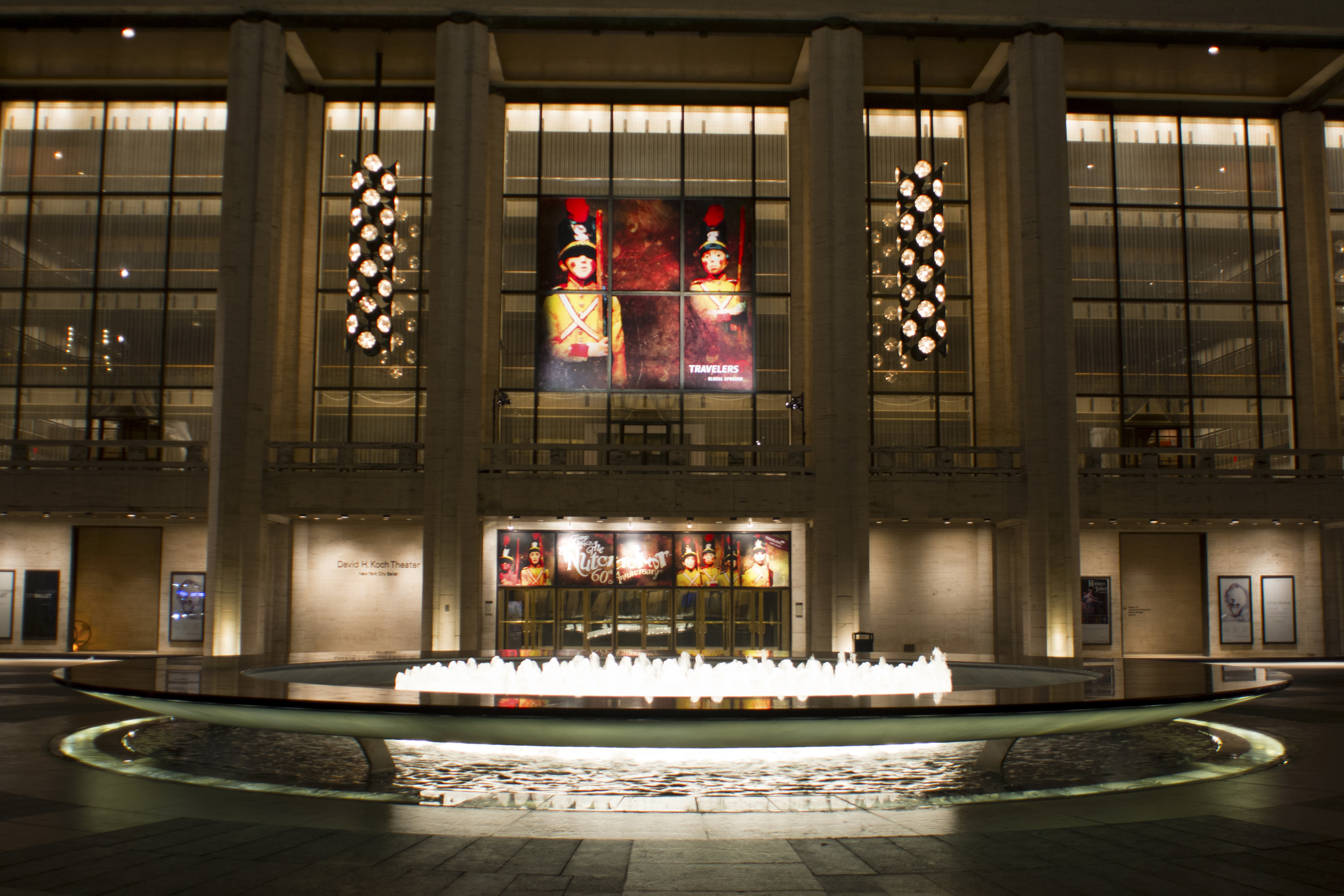
デイヴィッド・H・コーク劇場

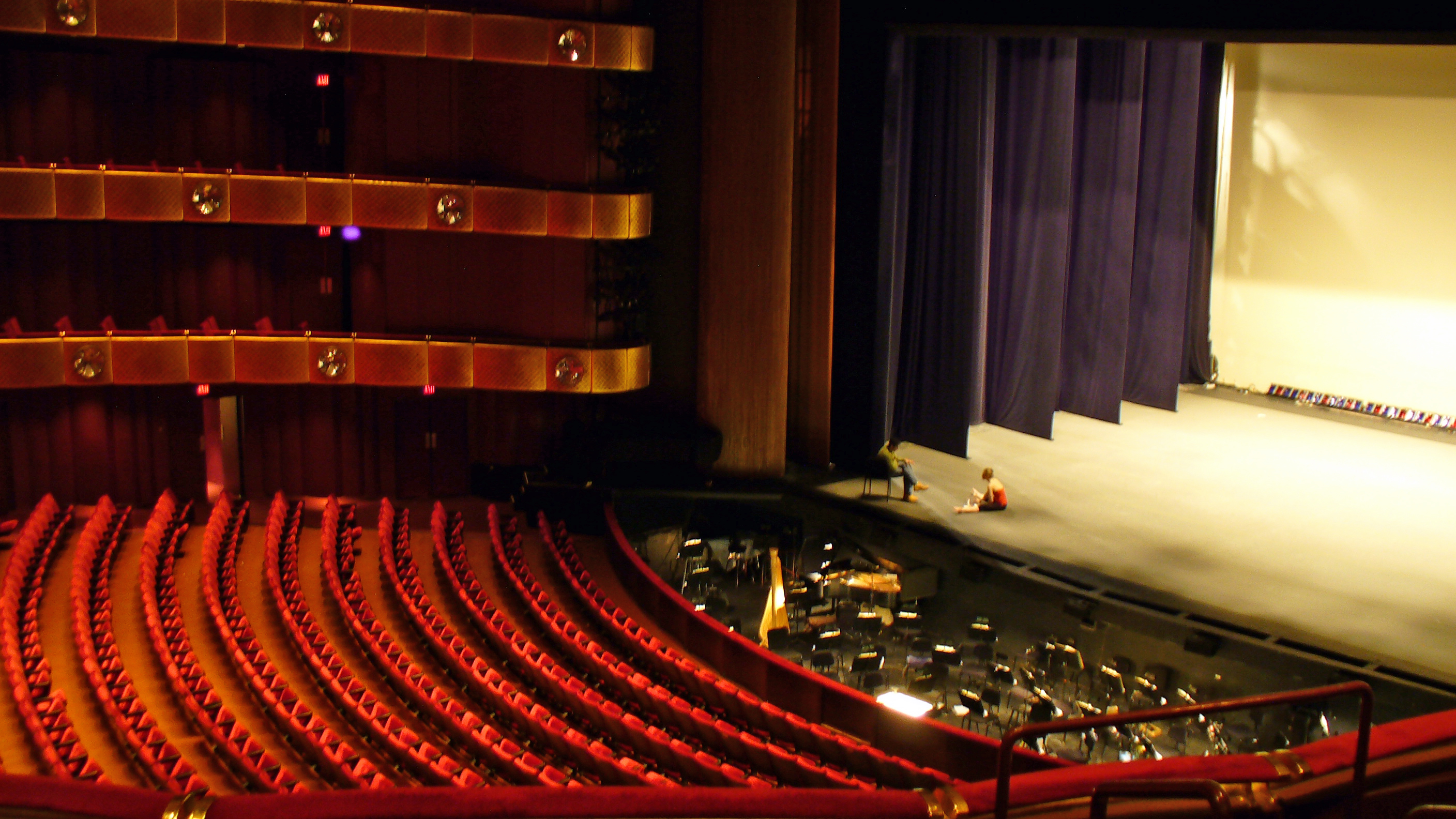
2008年の改修以前の劇場内部

ニューヨーク州立劇場は、1964–1965年ニューヨーク万国博覧会のための文化事業の一環として、ニューヨーク州の出資により建設された。設計は建築家フィリップ・ジョンソンで、1964年4月23日に開業した。万博終了後、ニューヨーク州はこの劇場の所有権をニューヨーク市へと譲渡した。
ニューヨーク市はこの劇場をLincoln Center for the Performing Arts, Inc., へとリースしており、さらにこの組織はCity Center of Music and Drama, Inc. (CCMD) へとサブ・リースしている。CCMD法人（ニューヨーク・シティ・センター (en) から分離）は現在もこの劇場の運営を続けている。
このオペラ団およびバレエ団の他に、この劇場の初期のテナントには現存していない劇団Music Theater of Lincoln Centerがいた。その団長はリチャード・ロジャースであった。1960年代半ば、この劇団はブロードウェイ・ミュージカルの古典作品の完全版をリバイバル上演していた。その中には、『王様と私』、『回転木馬』（オリジナル作のスタージョン・レイット上演）、『アニーよ銃をとれ』（オリジナル作のスターエセル・マーマンのためにIrving Berlinによる改訂）、『ショウボート』、および『南太平洋』などがある。
2008年7月、石油・ガスの大富豪デイヴィッド・コークは今後10年の改修のための1億ドル以上の資金提供と運営および維持費の寄付を行うことを誓約した。そのため、その年の11月25日のニューヨーク・シティ・バレエ・ウインター祭において、この施設はデイヴィッド・H・コーク劇場へと改称された。この新しい劇場名は最低50年以上使用されることが約束されており、その後は改名可能だが、コーク家は新しい名称候補に対する優先拒否権を保持している。一方で、いまだ旧称で呼び続けている人たちもいる。

## 設計と改修
この劇場は2,586席で、オーケストラ階の席は広目に作られている。4つのメイン“リング”（バルコニー）と5つの小さなリングおよび宝石のような照明に加え、金色の格子天井の中央には大きな球形のシャンデリアが備わっている。
ニューヨーク市のJCJアーキテクチャーは劇場コンサルタントのSchuler Shookとともに改修の設計を行った。パトロン・エリアは、すべての席とカーペットが総入れ替えおよび総配置換えされることになっている。この配置換えでは、コンチネンタル・スタイル席のオーケストラ階に二つの通路が設けられ、中央通路はなくなる。また、トイレもアップグレードされ、ADA準拠となる。舞台裏には、新しい照明システムやオーケストラ・ピットの拡張、およびピットをステージの高さまで持ち上げることのできる機械式リフトが導入される。
ロビーには、ジャスパー・ジョーンズ、リー・ボンテクーおよびルーベン・ナキアンなどによる多くのモダンアートが飾られている。

## ギャラリー

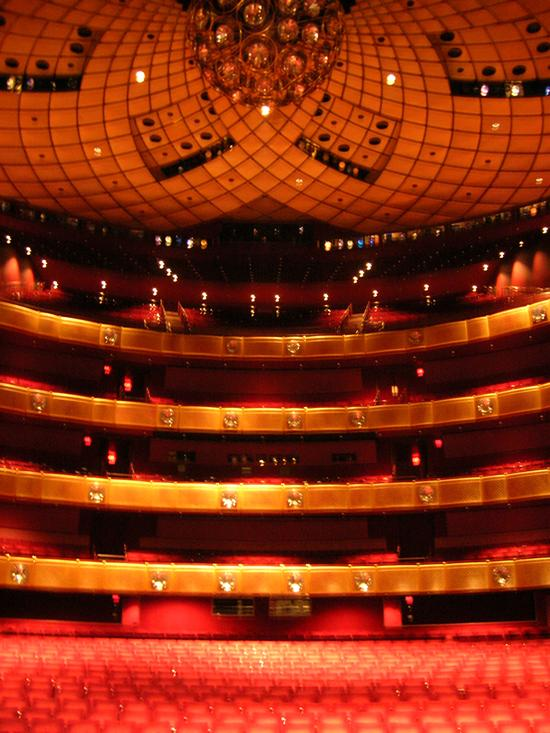
ステージから見たザ・オーディトリアム (The Auditorium)
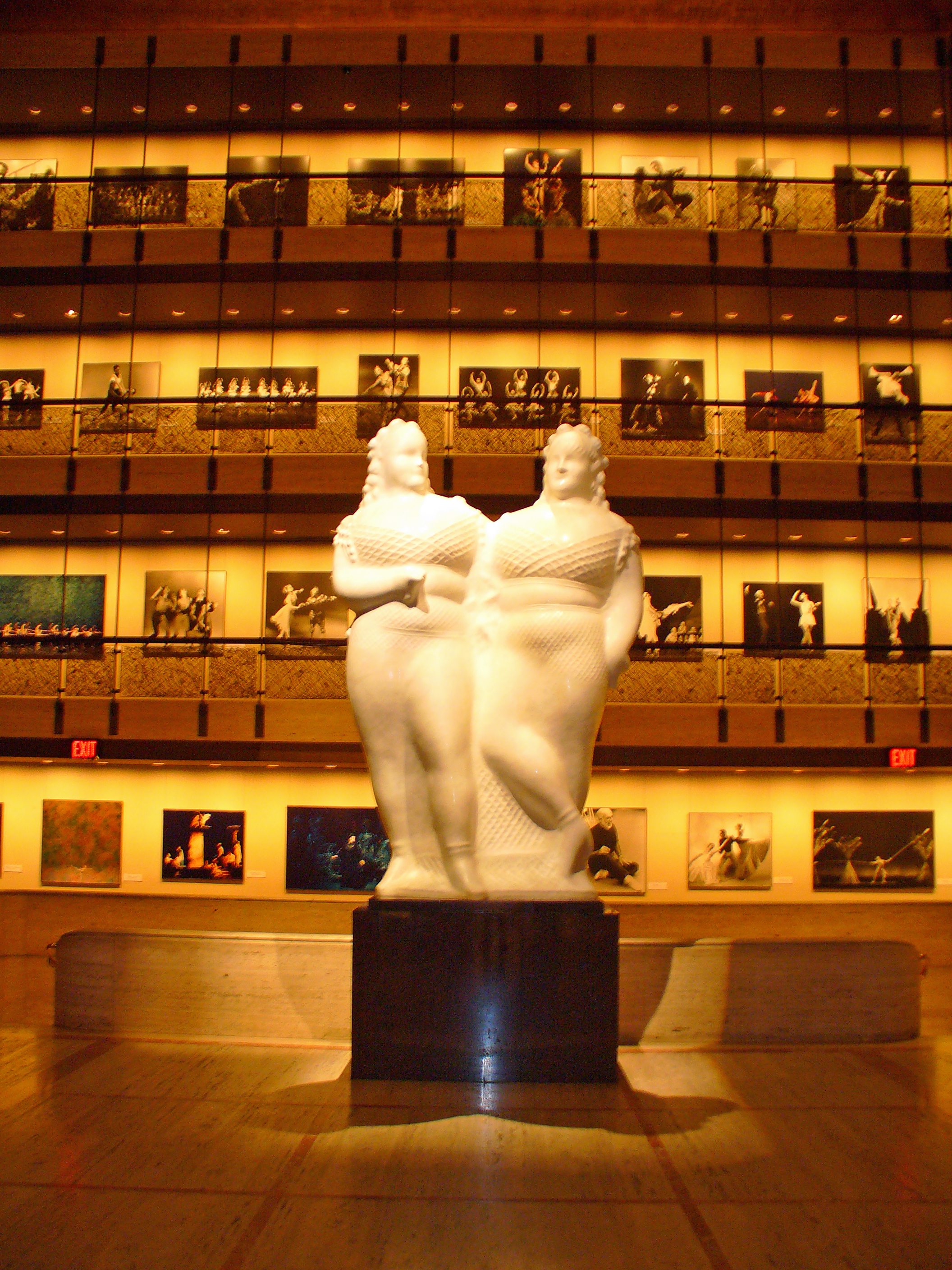
ザ・プロムナード (The Promenade) とエリー・ナーデルマンによる彫像
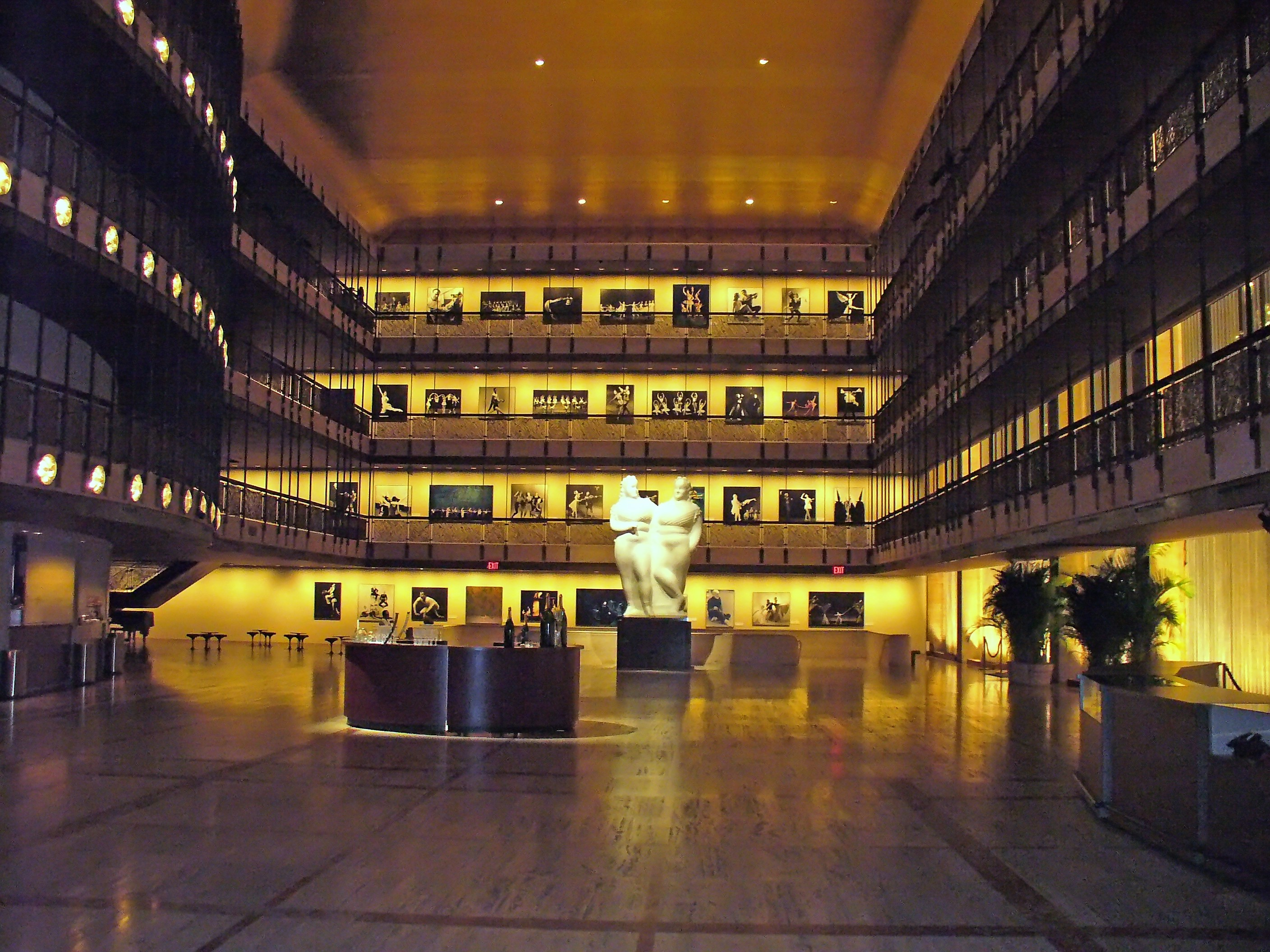
ザ・プロムナード